# 高木壬太郎
高木 壬太郎（たかぎ みずたろう、1864年6月23日（元治元年5月20日） - 1921年（大正10年）1月27日）は、明治時代から大正時代にかけて活動したメソジスト派の牧師、教育者である。静岡バンドのメンバー。
青山学院第4代目院長。

## 生涯

### 幼少期
1864年（元治元年）遠江国榛原郡中川根村（現在の川根本町）上長尾で、父高木龍介（通称源左衛門）・母その子 の長男として生まれる。幼少より漢学を学ぶ。
1869年（明治2年）村の儒学者・川村半山に学ぶ。
1874年（明治7年）1月 智満寺にあった長尾学校に入学。
1877年（明治10年）
- 長尾学校を卒業[2]。
- 10月 掛川の蘭学者岡田清直の蘭学塾に入る[3]。

1878年（明治11年）3月 静岡師範学校に入学。この静岡師範学校で、山路愛山と出会う。
1879年（明治12年）10月 静岡師範学校一等小学師範学科から新設の高等師範学科に転入。
1880年（明治13年）10月 山路愛山と文学雑誌『呉山一峰』を創刊。
1881年（明治14年）
- 5月 静岡師範学校を卒業[1][3]。
- 8月 御殿場村立中郷学校の校長となる[1]。

1884年（明治17年）2月 中郷学校を退任。
1885年（明治18年）キリスト教宣教師F.A.カシディの説教を聞きキリスト教の求道を初める。
- 夏頃 静岡教会員になる[1]。
- 10 月 大石梨花と結婚[1]。

1886年（明治19年）10月31日 カナダ・メソジスト教会静岡教会で平岩愃保牧師より山路愛山と共に洗礼を受ける。静岡教会は高木の他に、今井信郎らを輩出した。
1887年（明治20年）6月 平岩愃保牧師が静岡教会から麻布教会(現鳥居坂教会)に転任。
1888年（明治21年）
- 24歳にして静岡県の高等小学校の校長になったが、教師を辞する。
- 4月 静岡教会の福音士となる[1]。
- 11月21日 長男の一三誕生[1]。

1889年（明治22年）
- 5月 教職試補となる[3]。
- 9月21日 妻と子を残し、上京[1]。平岩愃保牧師らが創設した東洋英和学校の神学部に入学する[1]。

### 牧師時代
1892年（明治25年）平岩愃保牧師、麻布教会牧師を退任し東洋英和学校専任校長となる。
- 7月 平岩愃保の後任として麻布教会の3代目牧師となる[1][3]。
- 9月24日 次男の二郎誕生[1]。

1893年（明治26年）
- 6月 東洋英和学校神学課程を卒業[1][3]。

1894年（明治27年）
- 7月 按手礼を受け、日本メソジスト教会教職(正格教師)となる[1][3]。
- 11月3日 三男の武夫誕生[1]。

1895年（明治28年）
- 5月 麻布教会3代目牧師を退任[1][3]。
- 11月1日 カナダのヴィクトリア大学神学部に入学[1][3]。

1898年（明治31年）
- 4月 ヴィクトリア大学神学部卒業[1][3]。
- 10 月 帰国[3]。

- 11 月 東洋英和学校神学部教授に就任[1]。築地教会牧師を兼任[1][3]。

1899年（明治32年）6月 中央会堂（現在の本郷中央教会）牧師となる。
1900年（明治33年）
- 5月 駒込教会牧師(中央会堂と兼牧)に任命される[1]。
- 6月2日 メソジスト教会機関誌『護教』3代目主筆となる[6]。

### 青山学院教授
1904年（明治37年）6月 麻布教会に転任し、第７代牧師となる。青山学院神学部教授の兼任は継続 。
1906年（明治39年）10月 ヴィクトリア大学神学部より日本人初の名誉神学博士号を授与された。
1907年（明治40年）
- 4月 麻布教会牧師を退任。青山学院専任教授となり、新約神学を講る。[1]
- 5月 『護教』3代目主筆を辞任[6]。

1911年（明治44年）
- 10月 メソジスト教会機関誌『護教』の5代目主筆となる[1][3]。
- 11月 『基督教大辞典』を刊行。

1912年（明治45年）第2次西園寺内閣の時に、床次竹二郎内務事務官の主催により、三教合同が開催された。高木、柏木義円、内村鑑三、明石繁太郎らはこの会合に反対した。
1913年（大正2年）5月 小方仙之助の後をついで青山学院第4代目院長に就任する。
1914年（大正3年）4月 『護教』の主筆を退任。
1920年（大正9年）
- 1月1日　『護教』が『教界時報』と改題され委員長に就任[6]。
- 青山学院大学設置計画を発表。キリスト教主義大学の設立事業の実現に向けて全力を傾ける[3]。

1921年（大正10年）1月27日 病気のため霊岸島病院で召天。

## 親族
- 妻：梨花[1]
- 長男：一三[1][8]
- 二男：次郎[1][8]
- 三男：武夫[1][8]

## 著書

### 単著
- 『ジョン・ウェスレー伝』警醒社、1903年11月。 NCID BN14722880。全国書誌番号:40049890。
- 『基督教的品性』教文館、1903年12月。 NCID BN15542192。全国書誌番号:40049591。
- 『宗教小観』教文館、1904年3月。 NCID BN14670404。全国書誌番号:40049831。
- 『基督教安心論』梁江堂、1908年2月。 NCID BN05731053。全国書誌番号:40049553。
- 『基督教大辞典』警醒社書店、1911年11月。 NCID BN10137357。全国書誌番号:43036184 全国書誌番号:55011974。
  - 『基督教大辞典』（訂正再版）警醒社書店、1913年11月。 NCID BA4199702X。
  - 『基督教大辞典』（3版）警醒社書店、1918年10月。 NCID BA35589357。
  - 『基督教大辞典』（改版）警醒社書店、1928年2月。 NCID BA35303341。全国書誌番号:46082122。
  - 『基督教大辞典』阿部義宗増補監修（増補版）、警醒社書店、1941年5月。 NCID BN15746567。全国書誌番号:46082121。
- 『八木翁紀念帖』教文館、1913年3月。
- 『生活と宗教』警醒社書店、1914年12月。 NCID BN1554186X。全国書誌番号:43022876。
- 『新約全書解題』世界聖典全集刊行会〈世界聖典全集 前輯 第12巻〉、1920年6月。 NCID BN08690859。全国書誌番号:43014888。
  - 世界聖典全集刊行会 編『新約全書解題』改造社〈世界聖典全集 前輯 第12巻〉、1930年10月。 NCID BN10494106。全国書誌番号:47004935 全国書誌番号:51004468。
- 『詩篇講義』新生堂、1931年3月。 NCID BN15542046。全国書誌番号:46093298。

### 編集
- 『心の写真 一名嗜好及性質之記録』高木壬太郎、1888年3月。
- 『本多庸一先生遺稿』日本基督教興文協会、1918年11月。 NCID BN06323427。全国書誌番号:43012491。

### 翻訳
- ハーナック『基督教とは何ぞや』警醒社、1902年5月。 NCID BN15070195。全国書誌番号:40049610。

### 目録
- 小林和幸、青山学院資料センター150年史編纂室 編『高木壬太郎関係文書目録』青山学院150年史編纂委員会〈青山学院150年史編纂報告 2〉、2018年3月。 NCID BB25872392。全国書誌番号:23069338。